# Ladini (korszak)
A ladini a középső triász földtörténeti kor két korszaka közül a későbbi, amely ~242 millió évvel ezelőtt (mya) kezdődött, az anisusi korszak után és ~237 mya zárult, a késő triász kor karni korszaka előtt.
Nevét az Alpokban élő ladin népcsoportról kapta. Az elnevezést először Alexander Bittner osztrák geológus használta 1892-ben. Kínában regionális megfelelője a falangi.

## Meghatározása
Kezdetét a Nemzetközi Rétegtani Bizottság meghatározása szerint az Eoprotrachyceras curionii ammoniteszek legkisebb előfordulási gyakoriságát mutató kőzetek jelzik. Az utána következő karni korszak a Daxatina vagy Trachyceras ammoniteszek, illetve a Metapolygnathus polygnathiformis konodonták megjelenésével, illetve elterjedésével kezdődik.

## Tagolása
Helyenként két alkorszakra tagolják: fassai, longobárd.